# Palmicola
Palmicola is een geslacht van schimmels behorend tot de familie Xylariaceae. De typesoort is Palmicola archontophoenicis.

## Soorten
Volgens Index Fungorum telt het geslacht vier soorten (peildatum mei 2023):
| Soortnaam                   | Auteur(s)                                  | Publicatiejaar |
| --------------------------- | ------------------------------------------ | -------------- |
| Palmicola archontophoenicis | K.D. Hyde                                  | 1993           |
| Palmicola australiensis     | J. Fröhl. & K.D. Hyde                      | 2000           |
| Palmicola bipolaris         | Joanne E. Taylor, K.D. Hyde & E.B.G. Jones | 2003           |
| Palmicola filiformis        | Goh & K.D. Hyde                            | 1996           |